# GAVE-Syndrom

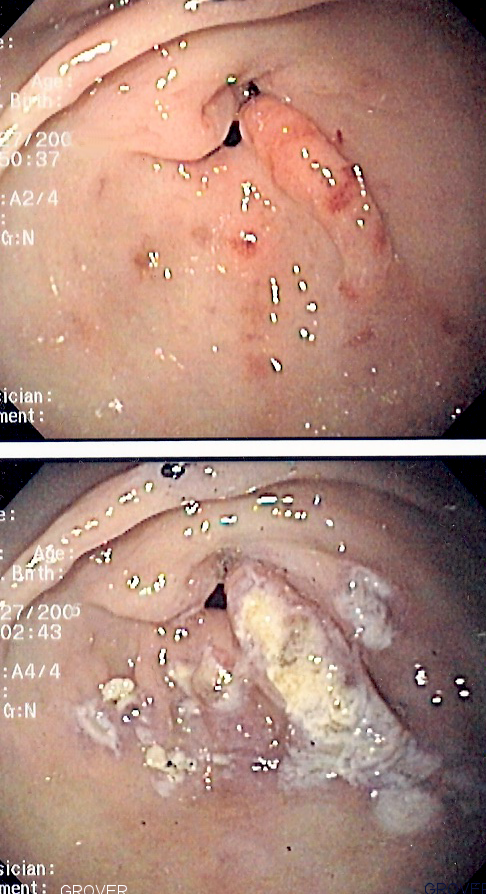
Ansicht bei der Gastroskopie

GAVE-Syndrom (von englisch gastric antral vascular ectasia; deutsch auch Wassermelonenmagen) steht für radiär verlaufende Gefäßerweiterungen der Magenschleimhaut, vom Pylorus zum Magenkorpus ziehend. Der Begriff Wassermelonenmagen leitet sich von dem Wassermelonen-ähnlichen rot-streifigen Bild ab, das bei der Magenspiegelung (Gastroskopie) vorgefunden wird, welches auch der hypertensiven Gastropathie ähnelt.
Das GAVE-Syndrom äußert sich als chronischer, okkulter Blutverlust (obere gastrointestinale Blutung), der zu einer Blutarmut (Eisenmangelanämie) führen kann. Durch die Blutungen kann es auch zum Abgang von Teerstuhl (Melaena) kommen. Es tritt bei der portalen Hypertension, chronischem Nierenversagen oder Kollagenosen wie der Sklerodermie auf.
Eine Therapiemöglichkeit ist die wiederholte Behandlung mithilfe der Argongasplasma-Koagulation.